# وهب اللات

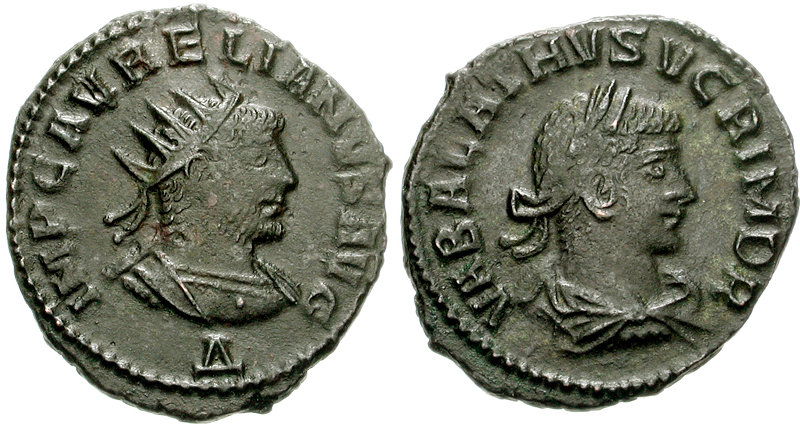
أنتونينياس لوهب اللات كحاكم اسمي مشارك لأورليان

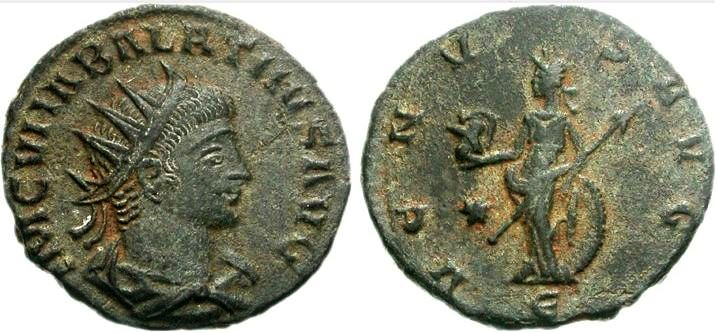
أنتونينياس لوهب اللات كأوغوسطس

لوسيوس يوليوس أوريليوس سيبتيموس وهبلاتوس أثينودوروس Lucius Iulius Aurelius Septimius Vabal(l)athus Athenodorus (ربما توفي عام 273 ) كان نجلًا للقنصل الروماني ونائب الإمبراطور سبتيموس اذينة اذينة من تدمر وزوجته سبتيميا زنوبيا .
عندما قُتل اذينة في 267/268 ، ورث وهب اللات ألقاب والده (ملك الملوك rex regum ، مصحح كل الشرق corrector totius Orientis، وربما أيضًا القائد الرومي dux Romanorum ) وحكم المملكة التدمرية ، ولكنه كان تحت وصاية والدته كقاصر. في البداية ، كانت زنوبيا وابنها موالين للإمبراطور في روما. من خلال استغلال الأزمة في الإمبراطورية الرومانية بمهارة ، تمكنت زنوبيا من توسيع نطاق نفوذ تدمر ليشمل مصر وشبه الجزيرة العربية . احتلت المقاطعتين 270 م ، وتولى وهب اللات لقب الإمبراطور في نفس العام. كان الإمبراطور أوريليان الجديد في البداية يتسامح مع هذا الحكم المشترك ، حيث تم ربط قواته العسكرية بغزوات في الغرب وسيادته حيث ظل أوغسطس كما هو رسميًا.  ومع ذلك ، عندما انقلبت أوريليان 272 ضد تدمر ، ذهبت زنوبيا لتولي العرش وأعلنت أيضًا أن ابنها أوغسطس . كلاهما هُزما وسُجنا ؛ وحسب زوسيموس مات وهب اللات في طريقه إلى روما.

## أدبيات
- ثورستن فليك: مملكة تدمر الخاصة. تاريخها المنعكس في العملة الرومانية.

Thorsten Fleck: Das Sonderreich von Palmyra. Seine Geschichte im Spiegel der römischen Münzprägung. In: Geldgeschichtliche Nachrichten. Nr. 199, September 2000, S. 245–252.
- أودو هارتمان : مملكة تدمر الجزئية.

Udo Hartmann: Das palmyrenische Teilreich. Stuttgart 2001 (Oriens et Occidens 2).
- بيتر جاكوب: إصلاحات أوريليان في السياسة والتطوير القانوني'

Peter Jacob: Aurelians Reformen in Politik und Rechtsentwicklung. Göttingen 2004. ISBN 3-89971-148-3.
- تيد كايزر: الحياة الدينية في تدمر. دراسة الأنماط الاجتماعية للعبادة في العصر الرومي.

Ted Kaizer: The Religious Life of Palmyra. A Study of the Social Patterns of Worship in the Roman Period. Stuttgart 2002 (Oriens et Occidens 4).
- ميشائيل سومر : القيصر الجندي. .

Michael Sommer: Die Soldatenkaiser. Darmstadt 2004.
- ميشائيل سومر: حدود البادية الشرقية لدولة رومية . تدمر - إديسا - دورا يوروبوس - حطرا. تاريخ ثقافي من بومبيوس إلى دقلديانوس'

Michael Sommer: Roms orientalische Steppengrenze. Palmyra - Edessa - Dura-Europos - Hatra. eine Kulturgeschichte von Pompeius bis Diocletian. Franz Steiner Verlag, Stuttgart 2005 (Oriens et occidens 9).

## دليل المواقع
- Jacqueline F. Long: Kurzbiografie (englisch) bei De Imperatoribus Romanis (mit Literaturangaben).